# タベオウジャ
『タベオウジャ』（TABE-O-JA）は、バンダイより2020年11月28日に発売されたNintendo Switch用ゲームソフト。

## 概要
バンダイの新規IPによる料理を題材としたコンピュータゲームで、内容は料理の動作をアクション化した体感ゲームと召喚したモンスターによる戦術バトルゲームである。
専用の周辺機器である「オウジャギア」をJoy-Conに装着しゲーム中のデバイスを再現しており、別売玩具との連動要素もある。
同梱品を簡素化した有償体験版『タベオウジャ ミニサイズ』も同時発売。
本作はかって、バンプレストが発売していた『ビストロレシピ』の流れを汲む作品である。

## ゲームシステム

### タベガミ召喚
Joy-Conに装着した「オウジャギア」と連動玩具である「エキスポーション」「神レシピ」により入手した召喚用の食材をJoy-Conにより料理を模したアクションで調理することでタベガミを召喚する。
タベガミは料理の完成度（デリシャスコア）が高いほど強力な性能となる。

### バトルパート
リアルタイムストラテジー形式の戦闘モード。召喚したタベガミを編成して最大6on6による戦術バトルを行う。

## 登場キャラクター

### メインキャラクター
武者野 タベル
声 - 広瀬裕也
『ハラペコ食堂』を父親のススムと一緒に切り盛りしている少年。
ある日、料理を結構食べるサラリーマンを見て、スペシャルカレーを振る舞った。そのサラリーマンがカレーを食べた瞬間、ハングリーイーターに変貌し、料理だけではなく料理以外の物も食べ尽くした。ハングリーイーターが店を出ると両端にある狛犬像が反応し、『封餓の冷凍庫』がある地下室へと通じる通路が出現。そこに入っていくとその冷凍庫を発見したと同時にオウジャギアと神レシピを手にし、オウジャギアに装着されているエキスポーションのペッパーリッパーの言われるがままにカレーを作り、タベガミのカリーヌを召喚する。
ハングリーイーターを撃破した後、封餓の冷凍庫を縛る鎖が解かれ、ハングリーイーターがデリシャシティに放たれてしまい、ペッパーリッパーから事情を聞き、タベオウジャとしてハングリーイーターと戦うこととなる。
ジャン・ラウ
声 - 大塚剛央
老舗中華料理店『虎雷門』で料理を作るタベオウジャの少年料理人。クールだが料理への情熱は熱く、父と兄を超えるために修業に励む。
ラーメンのタベガミ「ニャンフーメン」を召喚する。
レモネ・リモーナ
声 - 戸田めぐみ
海岸通りにあるハンバーガーショップ『Kitty's Burger』を祖母と一緒に切り盛りしている女の子。猫好きで、将来の夢はネコ系のタベガミのカフェを開くこと。
ハンバーガーのタベガミ「ハンバウガー」を召喚する。

### サブキャラクター
ペッパーリッパー
声 - 土田玲央
オウジャギアにいた唐辛子の姿をした生き物。
不知火レン
声 - 駒田航
旅を続けているタベオウジャの男性。ハングリーイーターの秘密を知り、タベル達を導く。
謎の老人
声 - 千葉繁
一流料理人を育成する『料林寺』の大老師。

### タベガミ
カリーヌ
声 - 柴田芽衣
カレーライス「軍艦カレー」のタベガミで、タベルのパートナー。イヌの姿をしている。手に持っているスプーンで戦う。語尾に「リーヌ」を付けて喋る。タベオウジャの世界観アニメでは自主規制音で伏せられるほどの台詞を発している。
ニャンフーメン
声 - 天海由梨奈
ラーメン「特製ラーメン・虎鉄」のタベガミ。ジャンのパートナー。ネコの姿をしている。
ハンバウガー
声 - 三重野帆貴
ハンバーガー「バベルバーガー」のタベガミ。レモネのパートナー。イヌとハンバーガーを融合させた姿をしている。

### ハングリーイーター
ベルゼ
声 - 山下七海
赤ちゃんの姿をしたハングリーイーター。自らを王と名乗っている。言葉を喋れない代わりにテレパシーで会話をしている。食欲は底なしで、ハングリーイーターをも食べてしまうほど。
アクジキ
声 - 岩崎了
パンクロックファッションを着たゾンビ系ハングリーイーター。好物は腐りかけの肉。変身した姿はゾンビの姿になり、胸部が口のようなものに変わって料理を食べ尽くす。
ムゲン
声 - 伊藤健太郎
ストリートファッションを着た大柄なハングリーイーター。好物はハンバーガーで、それを飲み物だと思っており、特別な味のハンバーガーに思い入れがある。
変身した姿は顔がブルドッグのようになり、両掌に口が出現する。
カミィ
声 - 真堂圭
ゴスロリファッションを着た女の子ハングリーイーター。甘党。変身した姿は髪がメドゥーサの如く蛇の姿になって料理を食べ尽くす。
三面鬼・バフーン
声 - 岩崎了、伊藤健太郎、真堂圭
アクジキ、ムゲン、カミィが合体したハングリーイーター。

## 世界観・設定
タベオウジャ
オウジャギアでタベガミを召喚しハングリーイーターと戦う料理戦士。
タベガミ
タベオウジャが作った料理より召喚されるモンスター。
デリシャシティ
五つ星グルメを超えた料理店だけが集う都市。
ハングリーイーター
世界を喰らい尽くすと言われるモンスター。

## スタッフ
- キャラクターデザイン - PLEX
- シナリオ - 市川十億衛門[4]、永野たかひろ[4]
- アニメーションパート脚本 - 加藤陽一[4]
- アニメーションパート監督 - 志村錠児[4]
- アニメーションパート制作 - OLM[4]

## プロモーション

### タベオウジャ_世界観アニメ
ゲーム内に収録されるアニメーションパートを、本作品の世界観や導入ストーリーを紹介するショートアニメPVとして先行配信。
公式サイトおよびYouTubeバンダイ公式チャンネルにて2020年10月1日から11月6日まで全6話を公開。現在は削除されている。
| 話数  | サブタイトル                                 | 配信日         |
| ----- | -------------------------------------------- | -------------- |
| Vol.1 | ハングリーイーター襲来！                     | 2020年 9月30日 |
| Vol.2 | 極上！神ウマカレーを作り出せ！               | 10月7日        |
| Vol.3 | 復活！伝説の魔王！？                         | 10月14日       |
| Vol.4 | 雷撃！激ウマラーメンタベガミ召喚！           | 10月21日       |
| Vol.5 | 神カワ！ジューシーハンバーガーを召し上がれ！ | 10月28日       |
| Vol.6 | 食欲、ムゲン！食らいつくせ世界！             | 11月5日        |

### 世界観実写映像
実写映像によるプロモーションムービー。監督は三池崇史。
出演・声
- 彗星のタベオウジャ DJメテオ - 小林聖弥
- 紅蓮のタベオウジャ ホン・サイオン - 鈴木志遠
- 謎の老人 - 千葉繁
- ハンバウガー - 三重野帆貴
- チャーバード - 田所陽向
- ハングリイーター - 玄田哲章

スタッフ
- 監督 - 三池崇史
- プロデューサー - 坂美佐子
- 撮影 - 山本英夫
- 照明 - 小野晃
- 美術 - 安宅紀史
- 録音 - 石貝洋
- 特撮 - 横山聖
- 編集 - 相良直一郎
- 画コンテ - 相馬宏充
- 音楽 - SOUNDKIDS
- 制作協力 - レスパスフィルム
- 制作プロダクション - OLM

| 話数  | サブタイトル         | 配信日         |
| ----- | -------------------- | -------------- |
| 第1弾 | 乱舞！料理バトル編   | 2020年 11月4日 |
| 第2弾 | 銀河！ハンバーガー編 | 11月11日       |
| 第3弾 | 飛翔！チャーハン編   | 11月19日       |
| 第4弾 | 龍神！焼きそば編     | 11月26日       |

いずれも全3弾は削除済みであるが、現時点の所第4弾のみとなっている。